# Varanasi (distrikt)
Varanasi (hindi: वाराणसी ज़िला, urdu: وارانسی ضلع) er et distrikt i den indiske delstat Uttar Pradesh. Distriktets hovedstad er Varanasi.

## Demografi
Ved folketællingen i 2011 var der 3.682.194 indbyggere i distriktet, mod 3.138.671 i 2001. Den urbane befolkning udgør 43,43 % af befolkningen.
Børn i alderen 0 til 6 år udgjorde 12,99 % i 2011 mod 18,35 % i 2001. Antallet af piger i den alderen per tusinde drenge er 919 i 2011.